# 飯塚恵理人
飯塚 恵理人（いいづか えりと、1961年7月 - ）は、能楽研究者、椙山女学園大学教授。
アメリカ合衆国イリノイ州シカゴ生まれ。1984年筑波大学比較文化学類日本文学専攻卒、1991年同大学院博士課程文芸・言語研究科単位取得退学、椙山女学園大学生活科学部専任講師。1994年助教授。2000年文化情報学部助教授、2007年准教授、教授。2000年日本風俗史学会江馬賞受賞。2002年「近世能楽史の研究 東海地域を中心に」で大阪大学文学博士。

## 著書
- 『近世能楽史の研究 東海地域を中心に』雄山閣出版、1999
- 『夢幻能の方法と系譜』雄山閣 2002
- 『近代能楽史の研究 東海地域を中心に』大河書房、2009

## 共編著
- 『謡曲の和漢朗詠集受容』芹川鞆生共著 奇呆虎洞、1993
- 『近代名古屋の能楽を支えた人々』全3巻 深谷哲監修 筧鉱一共編 東海能楽研究会 2001

## 参考
- 紀伊國屋ブックウェブ
- J-GLOBAL 研究者情報
- 椙山女学園大学